# Flöha (rivière)
La Flöha est une rivière de Saxe dont le cours mesure 78km. C'est un affluent de la rive droite de la Zschopau. Elle prend sa source à l'est des Monts Métallifères en république tchèque à Nové Mesto (Neustadl avant 1945) et se dirige d'abord vers l'ouest en Saxe. Sa source n'est qu'à un kilomètre de celle de la Mulde de Freiberg. La Flöha se dirige ensuite vers le nord-ouest et traverse Olbernhau et Pockau. Elle se jette dans la Zschopau lorsqu'elle arrive dans la petite ville de Flöha.